# Jean Theodore Stracké

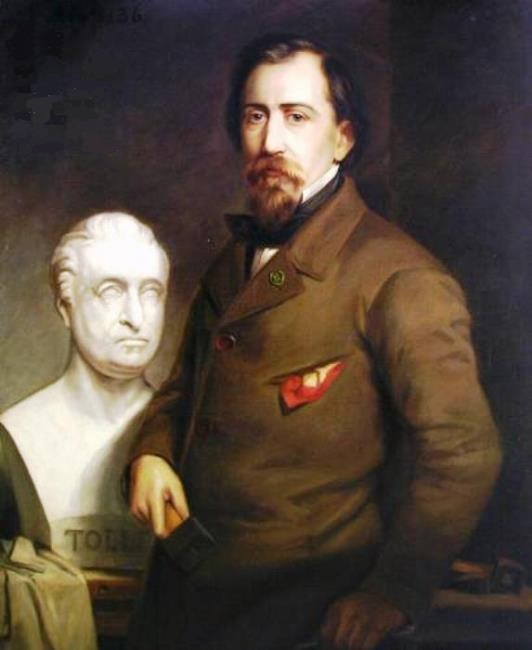
Jean Theodore Stracké, gemalt von Sybrand Altmann (1822–1890) vor einer Büste von Hendrik Tollens, Stichting Museum Rijswijk, Leihgabe des Rijksmuseum Amsterdam

Jean Theodor Stracké, auch Johannes Theodorus Stracké oder Johan Theodore Stracké (* 9. oder 18. Juli 1817 in Dorsten, Provinz Westfalen; † 11. November 1891 in Köln, Rheinprovinz), war ein deutsch-niederländischer Bildhauer und Kunstpädagoge.

## Leben

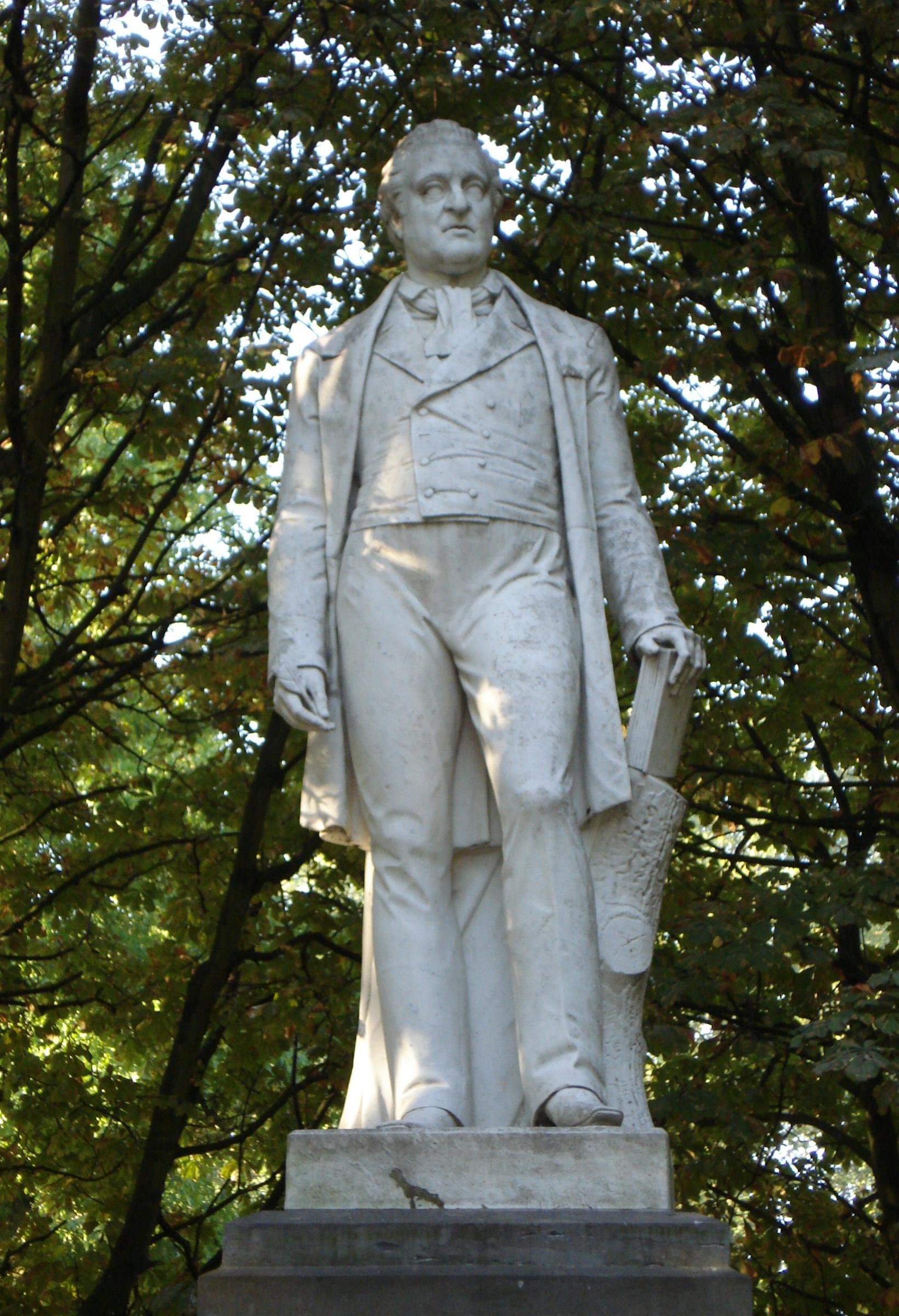
Standbild für Hendrik Tollens, 1860, Euromastpark, Rotterdam

Stracké war der zweitälteste Sohn des deutsch-niederländischen Bildhauers Ignatius Stracké und dessen Ehefrau Ursula Reuter (de Ruijter). Sein Vater ein Schüler von Christian Daniel Rauch an der Berliner Bildhauerschule, danach hatte er ein Atelier in Berlin, dann in Arnheim, später leitete er die Koninklijke School voor Nuttige en Beeldende Kunsten, eine Kunstgewerbeschule in ’s-Hertogenbosch. Auch seine Brüder Gottfried und Frans wurden Bildhauer.
Stracké kam 1842 mit seinen Eltern nach Arnheim. In Brüssel wurde er Schüler der Bildhauer Willem Geefs (1805–1883) und Karel Geerts. Nach einigen Studienreisen in Deutschland, England und Frankreich ließ er sich 1848 in Rotterdam nieder. Dort wurde er als Lehrer an die Academie van Beeldende Kunsten en Technische Wetenschappen berufen. Ab 1860 war er an verschiedenen Orten in Deutschland (Münster, Trier und Berlin) und in den Niederlanden tätig. In Trier restaurierte er das Portal der Liebfrauenkirche. 1865 wurde er Lehrer an der Zeichen- und Handwerksschule der Maatschappij voor de Werkende Stand in Amsterdam. Dort beteiligte er sich an der Realisierung des von Louis Royer entworfenen Vondel-Denkmals (Vondelpark). Von 1876 bis 1891 war er Direktor der Koninklijke School voor Nuttige en Beeldende Kunsten in ’s-Hertogenbosch. Zu seinen Schülern zählten seine Kinder aus seiner Ehe mit Leontine Marchal (1844–1929), darunter Frans, Leo, Carl (* 1859) und Caspar (* 1861), die ebenfalls Bildhauer wurden.
Die niederländische König Wilhelm III. dekorierte ihn am 24. September 1860 für das Rotterdamer Tollens-Denkmal im Range eines Offiziers mit der Eichenkrone des luxemburgischen Hausordens und verlieh ihm den Titel „beeldhouwer des Konings“.

## Werke (Auswahl)

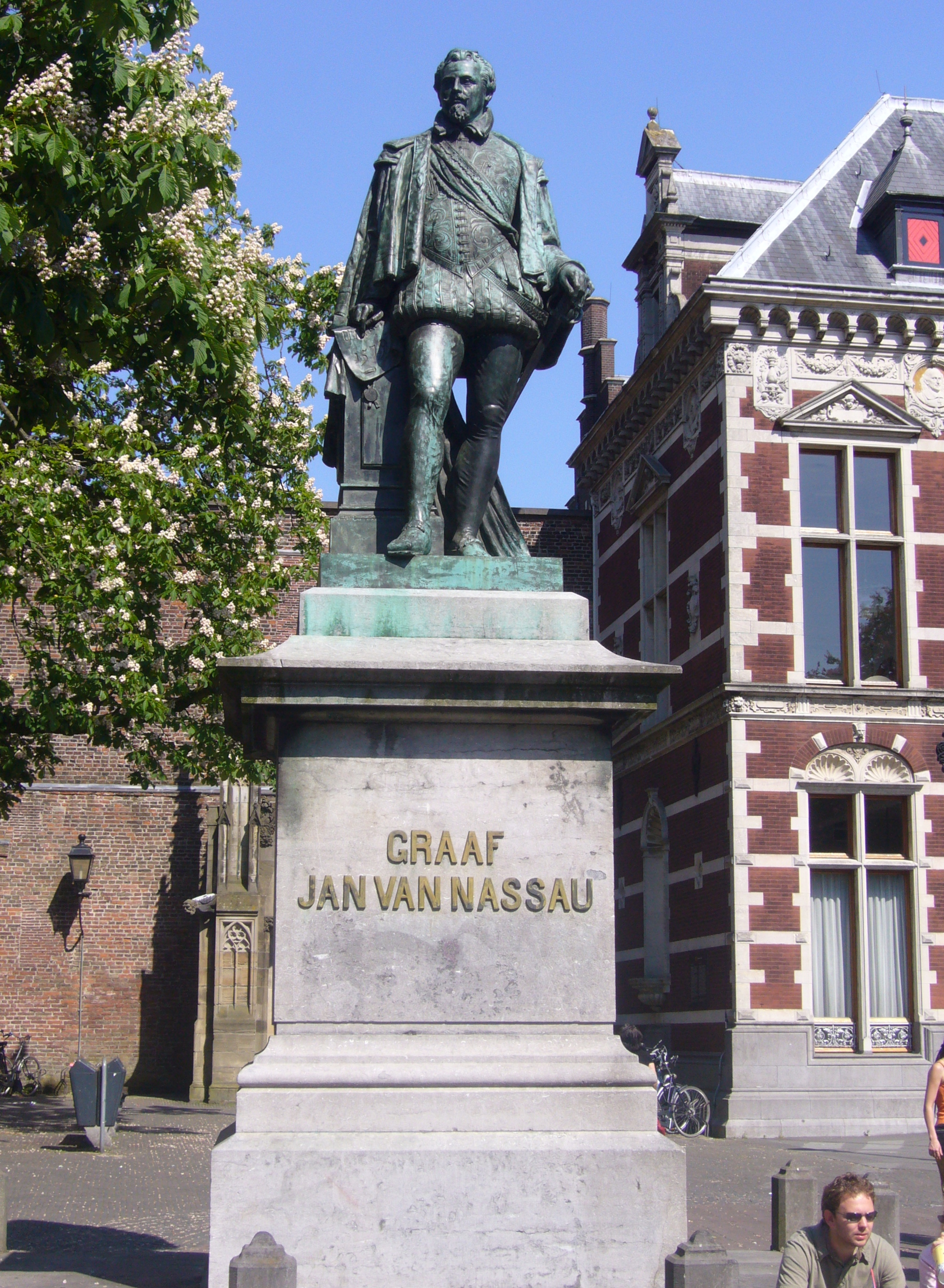
Standbild für Johann VI. von Nassau-Dillenburg

- 1852: Mercuriusfigur im Giebel der Börse von Rotterdam (nach einem Entwurf von Ary Scheffer)
- 1860: Standbild des Dichters Hendrik Tollens in Rotterdam
- 1869: Grabmonument für Jacob van Lennep, Oosterbeek
- 1883: Standbild für Johann VI. von Nassau-Dillenburg, Domplein, Utrecht